# 매시 유니버시티 FC
매시 유니버시티 FC(Massey University Football Club)는 뉴질랜드 파머스턴노스에 있는 아마추어 축구단이다. 구단의 남자와 여자 1군 팀은 각각 센트럴 페더레이션 리그에 참가한다.

## 역사
1948년에 설립된 구단은 지역 마누와투 리그와 대학 토너먼트를 초반 몇 년간 보냈다. 전통적으로 이 구단은 지역 매시 대학교의 학생 및 졸업생을 위한 것이었지만 지금은 해당 대학과 관련이 없는 선수들도 구단 선수단에 포함되어 있다.
그 중 여자 팀은 2012년부터 2015년까지 여자 팀은, 여자 센트럴리그에서 뛰었으며 2012년, 2013년, 2014년에 리그 3연패를 달성했다. 2012년과 2013년에 엠마 보예크가 리그 최고 득점을 기록했으며 2014년에는 제인 바네트가 이를 이었다. 또한 2012년 전국 여자 녹아웃 컵에서 준우승을 기록했다.
남자 팀은 1970년 뉴질랜드 대학교 동계 토너먼트에서 우승 기록을 가지고 있다

## 대회 기록
- 여자 센트럴 리그 - 2004, 2012, 2013, 2014
- 여자 녹아웃 컵 준우승 - 2012, 2015
- 켈리 컵 - 2013
- 센트럴 축구 남자 페더레이션 컵 - 2017, 2019, 2021